# General (ZDA)
General (angleško General) je štiri-zvezdni generalski čin in tretji najvišji možni vojaški čin v Kopenski vojski ZDA ter v Vojnem letalstvu ZDA in Korpusu mornariške pehote ZDA, ki spada v plačni razred O-10; General je podrejen činu generala armade, nadrejen činu generalporočnika ter je enakovreden admiralu in generalu v vojnem letalstvu. 
Ker sta čina generala armade in generala vojnega letalstva rezervirana samo za vojno službo ter, ker Korpus mornariške pehote nima 5-zvezdnega čina, tako čin generala predstavlja najvišji možni čin, ki ga lahko častnik doseže v teh treh uniformiranih službah.

## Zakonodaja
Ameriška zakonodaja omejuje število generalov na aktivni službi, ki je trenutno omejeno na 230 generalov Kopenske vojske ZDA, 208 generalov Vojnega letalstva ZDA in 60 generalov Korpusa mornariške pehote ZDA, pri čemer ne sme več kot 25% aktivnih generalov ne sme imeti več kot dve zvezdice. Nadalje zakonodaja omeji štiri-zvezdne generala sledeče: 7 v Kopenski vojski ZDA, 9 v Vojnem letalstvu ZDA in 2 v Korpusu mornariške pehote ZDA.
Nekaj teh omejenih mest je rezerviranih s položajem: Načelnika Generalštaba Kopenske vojske in Vojnega letalstva ZDA ter njuna podnačelnika (KV ZDA)/(VL ZDA), poveljnik Korpusa mornariške pehote ZDA ter njegov pomočnik in načelnik Urada nacionalne garde ZDA; vsi po položaju imajo štiri-zvezdni čin.